# Montiéramey
Montiéramey ist eine französische Gemeinde mit 405 Einwohnern (Stand: 1. Januar 2022) im Département Aube in der Region Grand Est (vor 2016 Champagne-Ardenne); sie gehört zum Arrondissement Troyes und zum Kanton Vendeuvre-sur-Barse. 

## Geographie
Montiéramey liegt etwa 18 Kilometer ostsüdöstlich von Troyes. Umgeben wird Montiéramey von den Nachbargemeinden Lusigny-sur-Barse im Westen und Norden, Mesnil-Saint-Père im Norden und Osten, Briel-sur-Barse im Südosten sowie Montreuil-sur-Barse im Südwesten und Westen. 

## Bevölkerungsentwicklung
| Jahr                       | 1962 | 1968 | 1975 | 1982 | 1990 | 1999 | 2006 | 2011 | 2019 |
| Einwohner                  | 424  | 451  | 404  | 391  | 51   | 405  | 450  | 434  | 403  |
| Quellen: Cassini und INSEE |      |      |      |      |      |      |      |      |      |

## Sehenswürdigkeiten
- Kirche Notre-Dame-de-l’Assomption aus dem 12. Jahrhundert, seit 1840 Monument historique
- Ehemaliges Kloster Saint-Pierre

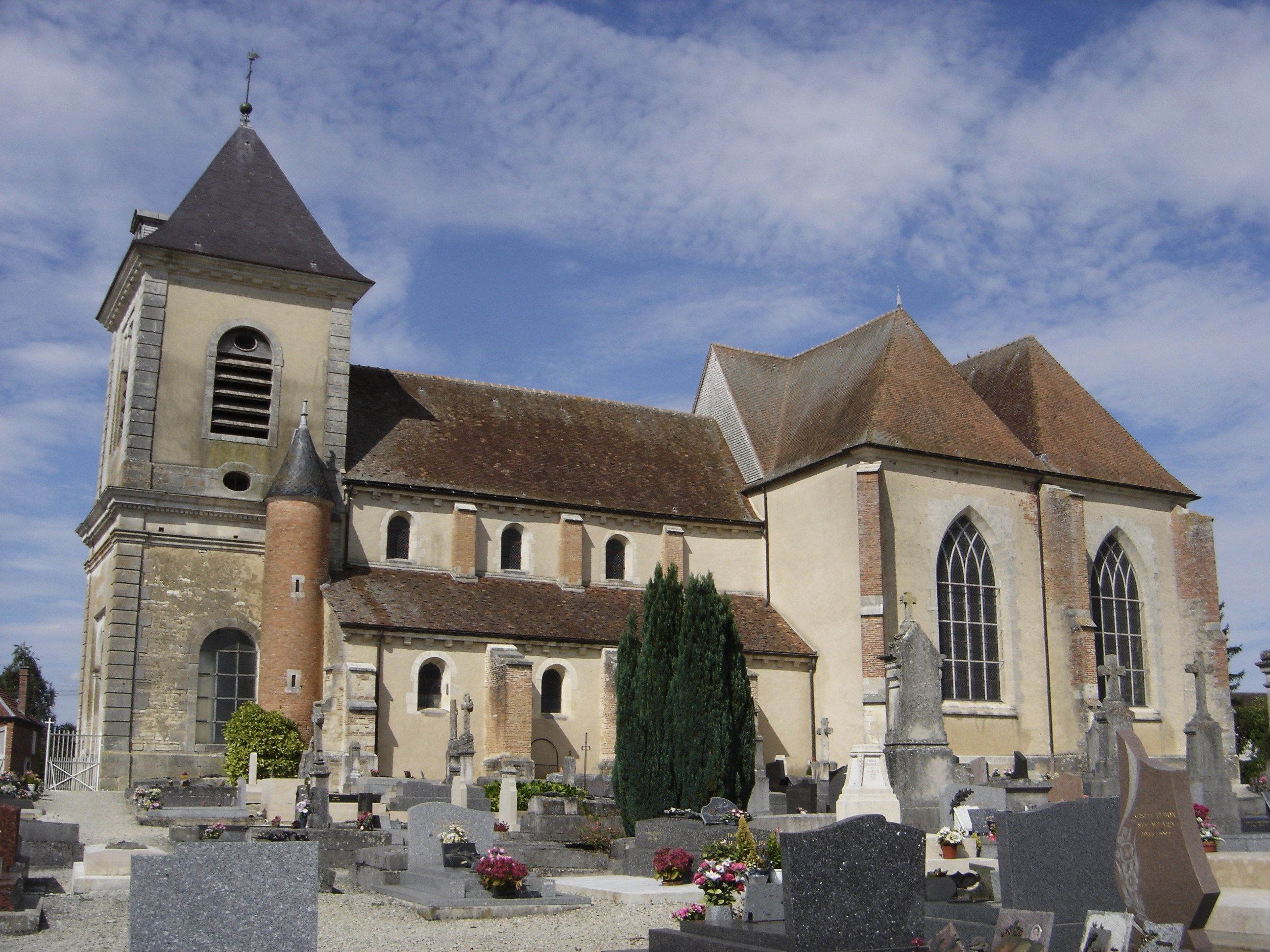
Kirche Notre-Dame-de-l’Assomption
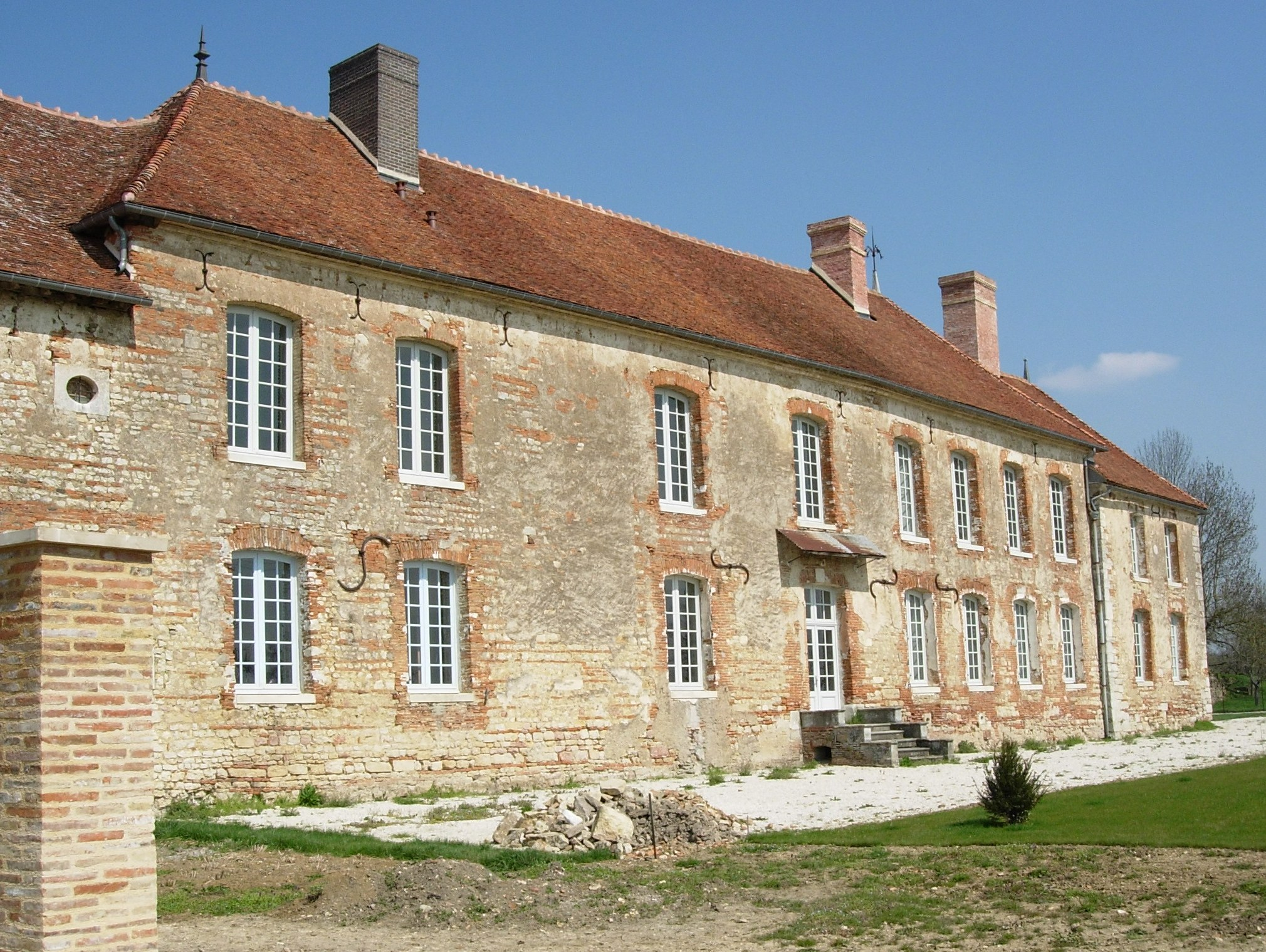
Reste des ehemaligen Klosters